# Marshall Hall (matemático)
Marshall Hall, Jr. (17 de septiembre de 1910 - 4 de julio de 1990) fue un matemático estadounidense que hizo importantes contribuciones a la teoría de grupos y la combinatoria.

## Carrera
Estudió matemáticas en la Universidad de Yale y se graduó en 1932. Estudió durante un año en la Universidad de Cambridge con una beca Henry trabajando con G. H. Hardy. Regresó a Yale para realizar su doctorado. en 1936 bajo la supervisión de Øystein Ore.
Trabajó en Inteligencia Naval durante la Segunda Guerra Mundial, incluidos seis meses en 1944 en Bletchley Park, el centro de descifrado de códigos en tiempos de guerra británicos. En 1946 ocupó un puesto en la Universidad Estatal de Ohio. En 1959 se trasladó al Instituto de Tecnología de California donde, en 1973, fue nombrado el primer profesor de IBM en Caltech, la primera cátedra nombrada en matemáticas. Después de retirarse de Caltech en 1981, aceptó un puesto en la Universidad de Emory en 1985.
Hall murió en 1990 en Londres cuando se dirigía a una conferencia para conmemorar su 80 cumpleaños.

## Contribuciones
Escribió una serie de artículos de fundamental importancia en la teoría de grupos, incluida su solución del problema de Burnside para grupos de exponente 6, mostrando que un grupo generado finitamente en el que el orden de cada elemento divide a 6 debe ser finito.
Su trabajo en combinatoria incluye un importante artículo de 1943 sobre planos proyectivos, que durante muchos años fue uno de los trabajos de investigación matemática más citados. En este artículo construyó una familia de planos no desarguesianos que se conocen hoy como planos Hall. También trabajó en diseños de bloques y teoría de códigos.
Su libro clásico sobre teoría de grupos fue bien recibido cuando salió y sigue siendo útil en la actualidad. Su libro Combinatorial Theory salió en una segunda edición en 1986, publicado por John Wiley & Sons.
Propuso la conjetura de Hall sobre las diferencias entre cuadrados perfectos y cubos perfectos, que sigue siendo un problema abierto a partir de 2015.

## Publicaciones
- 1943: "Projective Planes", Transactions of the American Mathematical Society 54(2): 229–77 doi 10.2307/1990331
- 1959: The Theory of Groups, Macmillan[5]
  - Wilhelm Magnus (1960) Review: Marshall Hall, Jr. Theory of Groups, Bulletin of the American Mathematical Society 66(3): 144–6.[6]
- 1964: (con James K. Senior) The Groups of Order 2n n ≤ 6), Macmillan
  - Prefacio: "Un catálogo exhaustivo de los 340 grupos de orden dividiendo 64 con tablas detalladas de relaciones definitorias, constantes y presentaciones de celosía de cada grupo en la notación que define el texto." "De valor perdurable para los interesados en grupos finitos".
- 1967: Combinatorial Theory, Blaisdell[7]